# Mike Grice
Michael John Grice (3 tháng 11 năm 1931 – tháng 8 năm 2002), là một cầu thủ bóng đá người Anh từng thi đấu ở vị trí tiền vệ chạy cánh.

## Sự nghiệp
Sinh ra ở Woking, Surrey, Grice bắt đầu sự nghiệp tại Lowestoft Town trước khi ký hợp đồng với Colchester United năm 1952. Ông được chọn thi đấu cho Third Division South mùa giải 1954–55.
Ông gia nhập West Ham United với mức giá £10.000 năm 1955 và là một phần của đội hình giúp West Ham thăng hạng mùa giải 1957–58.
Grice gia nhập Coventry City thi đấu mùa giải 1961–62. Ông có 38 lần ra sân ở Third Division, ghi 6 bàn, trước khi trở lại Colchester năm tiếp theo. Sau đó ông trở lại Lowestoft Town của Eastern Counties League cùng với đồng đội cũ Albert Foan.

## Danh hiệu

### Câu lạc bộ
West Ham United
- Vô địch Football League Second Division (1): 1957–58